# Reginald Fitzurse
Reginald Fitzurse (1145-1173)  fue uno de los cuatro caballeros que asesinó a Thomas Becket en el año 1170.
Su nombre se deriva de Fitz lo que significa hijo de, y Urse lo que significa oso. Su escudo muestra un oso.
Fitzurse era el hijo mayor de Richard FitzUrse, tras cuya muerte hacia 1168 heredó el señorío de Williton, Somersetshire. También ocupó las tierras en Northamptonshire y Leicestershire y en Barham, Kent, Entre Canterbury y Dover. Vivió un tiempo en Barham Tribunal en Teston. El nombre de la aldea de Barham se deriva del Oso (Urse en FitzUrse) y Ham porque era una aldea. Era un caballero bajo las órdenes de Enrique II.
En la Navidad de 1170 estaba la corte de Enrique II en Bures en Francia cuando Enrique despotricó en contra de Thomas Becket. Él y los otros tres caballeros, Sir Hugo de Moreville, Sir Guillermo de Tracy y Sir Richard Brito (o le Breton)cruzaron el Canal y se reunieron en el castillo de Saltburn, Kent para planear su ataque. El 29 de diciembre de 1170 irrumpieron en el coro de la catedral de Canterbury vestidos con armaduras y espadas llevando decidida la captura o asesinato de Becket. FitzUrse que parecía ser su líder dio el primer golpe, pero no mortal, a la cabeza de Becket y los otros caballeros siguieron su ejemplo hasta que Becket murió. La cristiandad se sintió ultrajada y el rey se llenó de remordimientos. Los cuatro caballeros inicialmente escaparon a Escocia, y de allí al castillo de Knaresborough. Los cuatro fueron excomulgados por el Papa el día de Pascua y se les ordenó realizar una peregrinación penitencial hacia la Tierra Santa. Se cree que ninguno regresó.
Se casó con Beatrice de Limesi (c. 1133-?), una hija de Gerard de Limesay. Existen leyendas que sostienen que Fitzurse huyó a Irlanda, donde generó el clan familiar McMahon.